# Microphotus chiricahuae
Microphotus chiricahuae is een keversoort uit de familie glimwormen (Lampyridae). De wetenschappelijke naam van de soort werd voor het eerst geldig gepubliceerd in 1959 door Green.